# Viêm Hoàng Xuân Thu
Viêm Hoàng Xuân Thu (tiếng Trung: 炎黄春秋; bính âm: Yánhuáng Chūnqiū), là một tạp chí hàng tháng phát hành tại nước Cộng hòa Nhân dân Trung Hoa thường được xem là một tờ báo có khuynh hướng tự do và cải cách do dám xuất bản các bài viết về các chủ đề chính trị rất nhạy cảm.

## Xuất xứ
Tờ Viêm Hoàng Xuân Thu được thành lập năm 1991, được coi là tờ báo cấp tiến gây nhiều ảnh hưởng tới giới trí thức Trung Quốc yêu chuộng tự do và cải cách, với nhiều bài viết phản biện, thậm chí đề cập tới các giai đoạn nhạy cảm trong lịch sử như Cách mạng Văn hóa hay thời kháng chiến chống Nhật. Tạp chí được thành lập bởi các cựu đảng viên có khuynh hưởng cải cách, cùng với những nỗ lực của tướng Tiêu Khắc và có số lưu hành là 200.000 tờ.

## Toàn ban biên tập từ chức
Trong tháng 7 năm 2016, toàn bộ đội ngũ biên tập từ chức sau khi chủ nhiệm lâu năm Đỗ Đạo Chính (Du Daozheng) (zh) bị sa thải, và tổng biên tập Xu Qingquan bị cách chức, theo lệnh của Học viện Quốc gia Trung Quốc nghệ thuật, trong bối cảnh áp lực từ các cơ quan chức năng gia tăng để làm dịu đi lập trường của ban biên tập.
Vào ngày 17 tháng 6, đội ngũ biên tập viên của tạp chí này đã đăng một thông cáo báo chí nhằm nhắc nhở các nhà quan sát rằng, trong tương lai bất kỳ ấn phẩm hoặc tạp chí nào nếu lấy tên Viêm Hoàng Xuân Thu đều được xem là giả mạo. Tuy nhiên, điều này vẫn không ngăn cản được các nhân viên của Học viện xông vào văn phòng của tòa soạn, dùng vũ lực để chiếm lấy các tài khoản trang mạng và máy tính của tòa soạn. Ấn phẩm sau đó vẫn tiếp tục phát hành bởi các nhân viên của học viện bao gồm Jia Leilei, cựu phó chủ nhiệm.
Theo Ngô Vĩ (Wu Wei), một người được giữ lại với tư cách giám đốc điều hành và vẫn muốn đấu tranh cho tính độc lập của tạp chí, các ông chủ mới của tờ Viêm Hoàng Xuân Thu, có vẻ muốn thay đổi tạp chí, biến nó thành công cụ trung thành, ra sức bảo vệ đường lối chính thống của đảng.

## Kiện đòi lại tờ báo
Ngày 16.8, 7 biên tập viên cấp cao của tạp chí chính trị Viêm Hoàng Xuân Thu khởi kiện lên Tòa án để đòi lại tờ báo. Họ cho là những người mới đã chiếm quyền một cách bất chính.